# Seko!
Seko! es el nombre del tercer álbum de estudio de la banda peruana Los Chabelos. Fue lanzado en 2006 por Disquera Independiente. 
El trabajo del álbum Seko! comenzó después de comprobar  que las canciones de sus anteriores trabajadores estaban siendo criticadas, decidiendo contradecir la crítica a través de un nuevo disco.
En este álbum sobresalieron las canciones «Shakira y sus amigas», «El quinto teletubie» (usado en la serie Al fondo hay sitio) y «El beso negro», convirtiéndose en clásicas de todo su repertorio musical.

## Lista de canciones
| Seko! |                                             |          |  |
| N.º   | Título                                      | Duración |  |
| 1.    | «Me la están metiendo»                      | 3:40     |  |
| 2.    | «Quién te dijo»                             | 3:37     |  |
| 3.    | «Internet»                                  | 2:55     |  |
| 4.    | «Es mi playa (ft. Raúl Romero)»             | 4:20     |  |
| 5.    | «Shakira y sus amigas»                      | 4:19     |  |
| 6.    | «Un ojete para dos (ft. Jennyffer Arévalo)» | 4:47     |  |
| 7.    | «Mi novia»                                  | 4:00     |  |
| 8.    | «A ver María»                               | 4:36     |  |
| 9.    | «Número nueve»                              | 1:09     |  |
| 10.   | «El beso negro»                             | 6:05     |  |
| 11.   | «El quinto teletubie»                       | 3:51     |  |
| 12.   | «Vivo en un país»                           | 2:23     |  |

| Yapa Tracks |                                                 |          |  |
| N.º         | Título                                          | Duración |  |
| 1.          | «Matrimonio A La Española»                      | 2:23     |  |
| 2.          | «El Quinto Teletubie (Cantada Por Tinki Winki)» | 4:14     |  |

## Personal

### Música
- Giovanni Ciccia - Voz
- Paul Vega, Hugo Vecco - Guitarra
- Giovanni Derteano, Frank Edgard - Bajo
- Sergio Galliani - Batería

### Producción
- Sandro Garcia - Masterizado
- Kenneth Quiroz - Ingeniero y mezclador